# Dímovo
El municipi de Dímovo (búlgar: Община Димово) és un municipi búlgar pertanyent a la província de Vidin, amb capital a la ciutat de Dímovo. Es troba al sud-est de la província, a la frontera amb Romania.
L'any 2011 tenia 6.514 habitants, el 86% búlgars i el 13% gitanos. La capital municipal és Dímovo, però Artxar és la localitat més poblada.

## Localitats
El municipi es compon de les següents localitats:
| Localitat      | Ciríl·lic     | Població(desembre de 2009) |
| -------------- | ------------- | -------------------------- |
| Dímovo         | Димово        | 1211                       |
| Artxar         | Арчар         | 2603                       |
| Bela           | Бела          | 120                        |
| Dalgo Pole     | Дълго поле    | 27                         |
| Darzhanitsa    | Държаница     | 107                        |
| Gara Oreshets  | Гара Орешец   | 819                        |
| Izvor          | Извор         | 311                        |
| Karbintsi      | Карбинци      | 241                        |
| Kladorub       | Кладоруб      | 44                         |
| Kostichovtsi   | Костичовци    | 114                        |
| Lagoshevtsi    | Лагошевци     | 89                         |
| Mali Drenovets | Мали Дреновец | 83                         |
| Medovnitsa     | Медовница     | 327                        |
| Oreshets       | Орешец        | 15                         |
| Ostrokaptsi    | Острокапци    | 98                         |
| Septemvriytsi  | Септемврийци  | 251                        |
| Skomlya        | Скомля        | 43                         |
| Shipot         | Шипот         | 76                         |
| Vladichentsi   | Владиченци    | 80                         |
| Vodnyantsi     | Воднянци      | 279                        |
| Varbovchets    | Върбовчец     | 94                         |
| Yanyovets      | Яньовец       | 33                         |
| Yarlovitsa     | Ярловица      | 110                        |
| Total          |               | 7175                       |